# Ed Shaughnessy
Edwin Thomas "Ed" Shaughnessy (Nueva Jersey, 29 de enero de 1929 –  Calabasas (California), 24 de mayo de 2013) fue un batería de swing y jazz estadounidense asociado con Doc Severinsen y miembro del The Tonight Show Band en The Tonight Show Starring Johnny Carson.

## Biografía
Aunque nació en Nueva Jersey, Shaughnessy creció en el área de Nueva York, En la década de los 40, trabajó con George Shearing, Jack Teagarden y Charlie Ventura. En la década de los 50, lo hizo con las bandas de Benny Goodman y Tommy Dorsey. En la década de los 60, acompañó a Count Basie antes de unirse a la The Tonight Show Band. Fue el batería del Bashin': The Unpredictable Jimmy Smith de 1962 y donde se incluye el hit pop "Walk on the Wild Side" que alcanzaría el puesto #21 en el Billboard. Shaughnessy grabó extensamente a lo largo de su carrera y fue conocido por sus concursos de batería con Buddy Rich.
Aunque es conocido sobre todo por su faceta de batería en big bands, Shaughnessy también formó en pequeñas formaciones como Gene Ammons, Roy Eldridge, Billie Holiday, Mundell Lowe, Teo Macero, Charles Mingus, Shirley Scott, Jack Sheldon, Horace Silver, entre otros. Durante muchos años, Shaughnessy fue miembro de la banda del Birdland y de otros clubs de Nueva York. A principios de los 70, estaba haciendo un trabajo similar en Los Ángeles y se le atribuye el descubrimiento de Diane Schuur, a quien presentó en el Monterey Jazz Festival de 1976. Shaughnessy tocó en una formación temprana de la orquesta "Sesame Street" junto con el percusionista Danny Epstein, Wally Kane y el eventual guitarrista Bucky Pizzarelli.´
Shaughnessy se casó con Ilene Woods, la voz original de Cenicienta, que moriría en 2010. Fallecería de un ataque al corazón en Calabasas (California) a la edad de 84 años.

## Discografía

### Como músico de estudio
Con Trigger Alpert
- Trigger Happy! (Riverside, 1956)

Con Gene Ammons
- The Soulful Moods of Gene Ammons (Moodsville, 1962)

Con Count Basie
- Basie Swingin' Voices Singin' (ABC-Paramount, 1966) with the Alan Copeland Singers
- Broadway Basie's...Way (Command, 1966)
- Hollywood...Basie's Way (Command, 1967)
- Basie's Beat (Verve, 1967)
- Half a Sixpence (Dot, 1967)

Con Bob Brookmeyer
- The Dual Role of Bob Brookmeyer (Prestige, 1954)

Con Gary Burton
- The Groovy Sound of Music (RCA, 1963)

Con Teddy Charles
- New Directions (Prestige, 1953)
- Collaboration West (Prestige, 1953)
- Word from Bird (Atlantic, 1957)
- Jazz In The Garden At The Museum Of Modern Art (Warwick Records, 1960)

Con Jimmy Forrest
- Soul Street (New Jazz, 1962)

Con Dizzy Gillespie
- Cornucopia (Solid State, 1969)

Con Jimmy Giuffre
- The Music Man (Atlantic, 1958)

Con Honi Gordon
- Honi Gordon Sings (1962)

Con Johnny Hodges
- Mess of Blues (Verve, 1964) with Wild Bill Davis

Con Etta Jones
- From the Heart (Prestige, 1962)
- Lonely and Blue (Prestige, 1962)

Con Quincy Jones
- Golden Boy (Mercury, 1964)

Con Hubert Laws
- Crying Song (CTI, 1969)

Con Mundell Lowe
- The Mundell Lowe Quartet (Riverside, 1955)
- Guitar Moods (Riverside, 1956)
- New Music of Alec Wilder (Riverside, 1956)
- Porgy & Bess (RCA Camden, 1958)
- TV Action Jazz! (RCA Camden, 1959)
- Themes from Mr. Lucky, the Untouchables and Other TV Action Jazz (RCA Camden, 1960)
- Satan in High Heels (soundtrack) (Charlie Parker, 1961)

Con Oliver Nelson
- Impressions of Phaedra (United Artists, 1962)
- Happenings with Hank Jones (Impulse!, 1966)

Con Joe Newman
- Joe Newman with Woodwinds (Roulette, 1958)
- Joe Newman Quintet at Count Basie's (Mercury, 1961)

Con Lalo Schifrin
- Between Broadway & Hollywood (MGM, 1963)

Con Shirley Scott
- For Members Only (Impulse!, 1963)
- Roll 'Em: Shirley Scott Plays the Big Bands (Impulse!, 1966)

Con Ed Summerlin
- Ring Out Joy (Avant-Garde, 1968)

Con Clark Terry
- Color Changes (Candid, 1960)
- Clark Terry Plays the Jazz Version of All American (Moodsville, 1962)

Con Cal Tjader
- Warm Wave (Verve, 1964)

Con Chuck Wayne
- The Jazz Guitarist (Savoy, 1953 [1956])